# Kanton Aubeterre-sur-Dronne
Aubeterre-sur-Dronne is een voormalig kanton van het Franse departement Charente. Het kanton maakte deel uit van het arrondissement Angoulême tot het op 22 maart 2015 werd opgeheven en de gemeenten werden opgenomen in het op die dag gevormde kanton Tude-et-Lavalette.

## Gemeenten
Het kanton Aubeterre-sur-Dronne omvatte de volgende gemeenten:
- Aubeterre-sur-Dronne (hoofdplaats)
- Bellon
- Bonnes
- Les Essards
- Laprade
- Montignac-le-Coq
- Nabinaud
- Pillac
- Rouffiac
- Saint-Séverin
- Saint-Romain